# Lijst van voetbalinterlands Barbados - Trinidad en Tobago
Deze lijst van voetbalinterlands is een overzicht van alle officiële voetbalwedstrijden tussen de nationale teams van Barbados en Trinidad en Tobago. De landen speelden tot op heden 21 keer tegen elkaar. De eerste ontmoeting, een vriendschappelijke wedstrijd, werd gespeeld in Santo Domingo (Dominicaanse Republiek) op 2 maart 1974. Het laatste duel, eveneens een vriendschappelijke wedstrijd, vond plaats op 25 maart 2022 in Port of Spain.

## Wedstrijden
| №  | Plaats        | Datum             | Competitie           | Wedstrijd                     | Uitslag |
| -- | ------------- | ----------------- | -------------------- | ----------------------------- | ------- |
| 1  | Santo Domingo | 2 maart 1974      | Vriendschappelijk    | Trinidad en Tobago − Barbados | 1 − 0   |
| 2  | Bridgetown    | 15 augustus 1976  | WK 1978 kwalificatie | Barbados − Trinidad en Tobago | 2 − 1   |
| 3  | Port of Spain | 31 augustus 1976  | WK 1978 kwalificatie | Trinidad en Tobago − Barbados | 1 − 0   |
| 4  | Bridgetown    | 14 september 1976 | WK 1978 kwalificatie | Barbados − Trinidad en Tobago | 1 − 3   |
| 5  | Bridgetown    | 5 juli 1989       | Caribbean Cup 1989   | Barbados − Trinidad en Tobago | 0 − 3   |
| 6  | Bridgetown    | 19 april 1992     | WK 1994 kwalificatie | Barbados − Trinidad en Tobago | 1 − 2   |
| 7  | Port of Spain | 31 mei 1992       | WK 1994 kwalificatie | Trinidad en Tobago − Barbados | 3 − 0   |
| 8  | Port of Spain | 10 april 1994     | Caribbean Cup 1994   | Trinidad en Tobago − Barbados | 2 − 0   |
| 9  | Port of Spain | 4 april 1997      | Vriendschappelijk    | Trinidad en Tobago − Barbados | 0 − 1   |
| 10 | Bridgetown    | 2 juli 1997       | Vriendschappelijk    | Barbados − Trinidad en Tobago | 1 − 1   |
| 11 | Bridgetown    | 4 januari 1998    | Vriendschappelijk    | Barbados − Trinidad en Tobago | 0 − 1   |
| 12 | Bridgetown    | 30 juni 2000      | Vriendschappelijk    | Barbados − Trinidad en Tobago | 0 − 0   |
| 13 | Port of Spain | 15 mei 2001       | Caribbean Cup 2001   | Trinidad en Tobago − Barbados | 5 − 0   |
| 14 | Basseterre    | 25 juli 2002      | Vriendschappelijk    | Trinidad en Tobago − Barbados | 0 − 0   |
| 15 | Bridgetown    | 24 februari 2005  | Caribbean Cup 2005   | Barbados − Trinidad en Tobago | 2 − 3   |
| 16 | Port of Spain | 12 januari 2007   | Caribbean Cup 2007   | Trinidad en Tobago − Barbados | 1 − 1   |
| 17 | Macoya        | 11 mei 2008       | Vriendschappelijk    | Trinidad en Tobago − Barbados | 3 − 0   |
| 18 | Montego Bay   | 5 december 2008   | Caribbean Cup 2008   | Barbados − Trinidad en Tobago | 1 − 2   |
| 19 | Bridgetown    | 6 september 2011  | WK 2014 kwalificatie | Barbados − Trinidad en Tobago | 0 − 2   |
| 20 | Port of Spain | 11 oktober 2011   | WK 2014 kwalificatie | Trinidad en Tobago − Barbados | 4 − 0   |
| 21 | Port of Spain | 25 maart 2022     | Vriendschappelijk    | Trinidad en Tobago − Barbados | 9 − 0   |

## Samenvatting
| Competitie        | Totaal gespeeld | Winst Barbados | Gelijk | Winst Trinidad en T. | Doelsaldo Barbados – Trinidad en T. |
| ----------------- | --------------- | -------------- | ------ | -------------------- | ----------------------------------- |
| WK-kwalificatie   | 7               | 1              | 0      | 6                    | 4 − 16                              |
| Caribbean Cup     | 6               | 0              | 1      | 5                    | 4 − 16                              |
| Vriendschappelijk | 8               | 1              | 3      | 4                    | 2 − 15                              |
| Totaal            | 21              | 2              | 4      | 15                   | 10 − 47                             |

Wedstrijden bepaald door strafschoppen worden, in lijn met de FIFA, als een gelijkspel gerekend.